# Младен Мићановић
Младен Мићановић (Шабац, 2. децембар 1996) српски је фудбалер који тренутно наступа за шабачку Мачву.

## Каријера
Мићановић је у сениорском фудбалу дебитовао за Мачву из родног Шапца. Одатле је отишао у ивањички Јавор с којим је потписао професионални уговор. Убрзо је прослеђен Локомотиви из Београда где је провео једну језону пре него што га је Јавор прикључио првотимцима. Он је, међутим, након те сезоне добио позив у Арсенал на пробу а како је у том тренутку био малолетан није могао да потпише уговор. Мићановић је у даљем току каријере имао проблем с учесталим повредама. За Јавор је дебитовао у 17. колу Прве лиге Србије за такмичарску 2014/15, ушавши у игру уместо Хуснидина Гафурова у 73. минуту сусрета с БСК-ом из Борче. Први погодак за тим постигао је у 26. колу истог такмичења, у победи од 2 : 0 над Инђијом. Још једну полусезону провео је на позајмици у ИМТ-у. У Суперлиги Србије је дебитовао у поразу од нишког Радничког на Стадиону Чаир, 21. фебруара 2016. године. Током лета 2017. године прешао је у Бежанију. Потом је неколико месеци био играч Јединства из Сурчина. Пред такмичарску 2018/19. приступио је Радничком из Нове Пазове, а на отварању сезоне био је стрелац из једанаестерца против Динама у Панчеву. Мићановић је касније наступао за Прово, а у Раднички из Сремске Митровице прешао је почетком 2020. године, претходно игравши за Будућност Крушик. У матичну Мачву вратио се средином 2021. године.